# Borghetto (calciatore)
 Borghetto (fl. XX secolo) è stato un calciatore italiano.

## Carriera
Giocò nel Savoia di Torre Annunziata disputando due stagioni in massima serie, dove collezionò 24 presenze. Fu campione dell'Italia Centromeridionale e vicecampione d'Italia nel 1924.

## Statistiche

### Presenze e reti nei club
| Stagione        | Squadra         | Campionato      | Campionato | Campionato | Coppe nazionali | Coppe nazionali | Coppe nazionali | Altre coppe | Altre coppe | Altre coppe | Totale | Totale |
| Stagione        | Squadra         | Comp            | Pres       | Reti       | Comp            | Pres            | Reti            | Comp        | Pres        | Reti        | Pres   | Reti   |
| --------------- | --------------- | --------------- | ---------- | ---------- | --------------- | --------------- | --------------- | ----------- | ----------- | ----------- | ------ | ------ |
| 1923-1924       | Savoia          | PD              | 19         | 0          | -               | -               | -               | -           | -           | -           | 19     | 0      |
| 1924-1925       | Savoia          | PD              | 5          | 0          | -               | -               | -               | -           | -           | -           | 5      | 0      |
| Totale carriera | Totale carriera | Totale carriera | 24         | 0          |                 | -               | -               |             | -           | -           | 24     | 0      |

## Palmarès

### Club

#### Competizioni nazionali
- Campione dell'Italia Centro Meridionale: 1

Savoia: 1923-1924

#### Competizioni regionali
- Campione Campano: 2

Savoia: 1923-1924, 1924-1925